# Yach Film 2013
22. Festiwal Polskich Wideoklipów Yach Film 2013 – festiwal odbył się w dniach 7–8 grudnia 2013 roku. Gala rozdania nagród odbyła się w Centrum Świętego Jana w Gdańsku. Wyróżnienia zostały przyznane w ośmiu kategoriach, po raz pierwszy przyznano dwie nagrody w kategorii Grand Prix, w tym jedną spoza nominowanych, a także nagrodę specjalną Drewnianego Yacha oraz nagrodę internautów CyberYacha. W skład jury weszli Yach Paszkiewicz, Paweł Sito, Walter Chełstowski, Larry „Okey” Ugwu, Robert Leszczyński oraz Robert Turło. 

## Scenariusz
Opracowano na podstawie materiału źródłowego.
- Kamp! „Melt” – Tomek Goldbaum Właziński
  - Czesław Śpiewa Miłosza „Postój Zimowy” – M. Nygaard Hemmingsen
  - Dyzmatronik „Singiel” – Julian Pęksa
  - Magnificent Muttley „Stains” – Marcin Starzecki
  - Tom Horn feat. Jacob A „The Last Day” – Sławek Kotarski / Magdalena Awrejcewicz
  - Igor Volk „Labirynth” – Dawid Krępski

## Zdjęcia
Opracowano na podstawie materiału źródłowego.
- Chłopcy kontra Basia „Wieczerza” – Piotr Golemo
  - Bovska „Long Way” – Jakub Wróblewski, Marcin Szrót
  - Enchanted Hunters „Twin” – Jakub Burakiewicz
  - Rokiczanka „W moim ogródecku” – Damian Bieniek
  - O.S.T.R. & Hades „Mniej Więcej” – Andrzej Rajkowski
  - Rebeka „Stars” – Katarzyna Baraniewicz

## Innowacja
Opracowano na podstawie materiału źródłowego.
- HipiersoniK „Zwolniony” – Drobczyk/Kopaniszyn
  - Latające Pięści „Meat Me At The Love Parade” – Paweł Czarnecki
  - L.U.C. & Trzeci Wymiar „Wymiar kosmostumostów” – L.U.C. I Tomasz Dyrduła
  - MC-Makler „Silny kac” – Jacek Łuczyński
  - Hurt „Najważniejszy jest wybuch” – Barbara Kaja Kaniewska, Marta Malikowska
  - O.S.T.R. & Hades „Mniej więcej” – Andrzej Rajkowski

## Kreacja aktorska
Opracowano na podstawie materiału źródłowego.
- Maryna C „Urok” – Paulina Kinaszewska
  - Hello Mark „Never Ending Story” – Anna Jęchorek, Oskar Staszak
  - Beneficjenci Splendoru „Simlock” – Agata Kulesza
  - Natalia „Natu” Przybysz „Niebieski” – Natalia Przybysz
  - Mikromusic „Takiego chłopaka” – Ola Sawicka, Monika Tchórzewska, Natalia Wieciech, Małgorzata Wewióra, Kamila Ścibiorek, Dagmara Bąk, Sabina Michalska, Marta Kaczorowska
  - Braz „Karuzela zła” – Kamil Ziółkowski

## Plastyczna aranżacja przestrzeni
Opracowano na podstawie materiału źródłowego.
- Hey „Co tam?” – Mela Melak
  - Przeciwziemia „Covered By Sun” – Aneta Gołąbek, Bartosz Sobieraj, Przemysław Banaszek, Konrad Kościelski, Tomasz Jaśkiewicz
  - MoMo „Od Dzisiaj” – Izabela Ozierow
  - Loco Star „TV Head” – Marsija, Tomasz Ziętek, Pat Stawinski
  - Big Fat Mama „I Got Soul” – Dagmara Pochyła, Mateusz Somolong
  - Daddy’s Cash & John Lee Hooker Jr. „Boogie Woogie” – WJ Team, Ferwork, Ania Adamiak

## Animacja
Opracowano na podstawie materiału źródłowego.
- Natalia Brożynska „Searching For Devo” – Natalia Brożyńska
  - Spring King „V-V-V Vampire” – Patryk Bychowski
  - Makabunda „Ty albo żadna” – Bartosz Mikołajczyk
  - Pochwalone „Dzieweczka” – Marta Zabłocka
  - Baaba Kulka „Still Live” – Wojciech A. Hoffmann
  - Kapela ze Wsi Warszawa „Kołysanka konopna” – Sylwia Kubus

## Reżyseria
Opracowano na podstawie materiału źródłowego.
- O.S.T.R. & Hades „Czas Dużych Przemian” – Marek Skrzecz
  - Hurt „Najważniejszy jest wybuch” – Barbara Kaja Kaniewska, Marta Malikowska
  - Hey „Co tam?” – Dawid Krępski
  - Czesław Śpiewa Miłosza „Postój zimowy” – M. Nygaard Hemmingsen
  - Beneficjenci Splendoru „Simlock” – Roman Przylipiak
  - Magnificent Muttley „Stains” – Marcin Starzecki

## Grand Prix
Opracowano na podstawie materiału źródłowego.
- Czesław Śpiewa Miłosza „Postój zimowy” – M. Nygaard Hemmingsen
  - Hey „Co tam?” – Dawid Krępski
  - Kamp! „Melt” – Tomek Goldbaum Właziński
  - Enchanted Hunters „Twin” – Ola Gowin, Irek Grzyb
  - Mikromusic „Takiego Chłopaka” – Łukasz Gronowski, Natalia Jakubowska
  - „Hurt „Najważniejszy jest wybuch” – Barbara Kaja Kaniewska, Marta Malikowska

## II Grand Prix (spoza nominacji)
Opracowano na podstawie materiału źródłowego.
- HipiersoniK „Zwolniony” – Drobczyk/Kopaniszyn

## Nagroda internautów CyberYach
Opracowano na podstawie materiału źródłowego.
- LemON – Nice

## Drewniany Yach (nagroda specjalna przyznawana przez Yacha Paszkiewicza)
Opracowano na podstawie materiału źródłowego.
- Krzysztof Skonieczny